# Mortal Kombat: Porwanie
Mortal Kombat: Porwanie (ang. Mortal Kombat Conquest)  – serial telewizyjny produkcji amerykańskiej, którego reżyserem jest  Oley Sassone. Serial był emitowany w latach 1998-1999. W Polsce, emitowany był przez Polsat, TVN i TVN Siedem.

## Treść
Film powstał na podstawie słynnej gry komputerowej Mortal Kombat. Opowiada o zmaganiach wojowników reprezentujących królestwa dobra i zła. Kung Lao jest ostatnim wojownikiem królestwa ziemi. Musi stanąć do pojedynku i ocalić ukochaną, porwaną przez złego władcę.

## Spis odcinków
- 01. Warrior Enternal Part 1
- 02. Warrior Enternal Part 2
- 03. Cold Reality
- 04. Immortal Kombat
- 05. The Essence
- 06. Noob Saibot
- 07. Dept Of The Dragon
- 08. Undying Dream
- 09. Quan Chi
- 10. Unholy Allian
- 11. Thicker Than Blood
- 12. Shadow Of A Doubt
- 13. Twisted Truths
- 14. The Festival Of Death
- 15. The Serpent And The Ice
- 16. Kreeya
- 17. The Master
- 18. In Kold Blood
- 19. Flawed Victory
- 20. Stolen Lies
- 21. Balance Of Power
- 22. Vengeance

## Obsada aktorska
- Jim Helsinger, jako generał Reiko
- Percy Brown, jako Rain
- Jennifer Renton, jako Geneviere Reyland
- Tracy Douglas, jako Vorpax
- Bruce Locke, jako Shang Tsung
- Paolo Montalban, jako Kung Lao
- Daniel Bernhardt, jako Siro
- Kristanna Loken, jako Taja
- Jeffrey Meek, jako Lord Rayden, oraz Shao Kahn
- Chris Casamassa, jako Takeda (Scorpion)
- J. LaRose, jako Wojownik
- J.J. Perry, jako Sub Zero
- Sung Hi Lee, jako Kiri
- Audie England, jako księżniczka Kitana
- Eva Mendes, jako Hanna